# Río de Teapa
Río de Teapa är en ort i Mexiko.   Den ligger i kommunen Jalapa och delstaten Tabasco, i den sydöstra delen av landet, 700 km öster om huvudstaden Mexico City. Río de Teapa ligger 15 meter över havet och antalet invånare är 26 500.
Terrängen runt Río de Teapa är mycket platt. Runt Río de Teapa är det ganska tätbefolkat, med 124 invånare per kvadratkilometer. Río de Teapa är det största samhället i trakten. Trakten runt Río de Teapa består till största delen av jordbruksmark.